# Brachymeria bengalensis
Brachymeria bengalensis  (лат.) — вид мелких хальциноидных наездников рода Brachymeria из семейства Chalcididae. Юго-Восточная Азия: Вьетнам, Индия, Индонезия, Лаос, Малайзия, Новая Гвинея, Таиланд, Тайвань, Филиппины, Япония.

## Описание
Мелкие перепончатокрылые хальциды, длина 4,5 - 4,6 мм. Основная окраска чёрная (ноги с желтовато-красными отметинами, задние бёдра красные, тегулы и глаза тёмно-жёлтые), тело покрыто золотистыми волосками. Внешний вентральный край задних бёдер с 11-12 зубцами. Усики 13-члениковые. Лапки 5-члениковые. Грудь выпуклая. Задние бёдра утолщённые и вздутые.
Паразитируют на куколках бабочек (Lepidoptera), в том числе на
белянке-капустнице Pieris brassicae (Linnaeus) (Pieridae) и на совке  Erias vitella Fabricius (Noctuidae).
Вид был впервые описан в 1897 году под первоначальным названием  Chalcis bengalensis Cameron, 1897, а валидный статус подтверждён в 2016 году индийским энтомологом академиком Текке Куруппате Нарендраном (Narendran T.C.; Zoological Survey Of India, Калькутта, Индия) и голландским гименоптерологом К. ван Ахтенбергом (Cornelis van Achterberg; Naturalis, Лейден, Нидерланды) по материалам из Вьетнама.